# Stipe Matić
Stipe Matić (* 6. Februar 1979) ist ein ehemaliger kroatischer Fussballspieler.

## Karriere
In seiner Jugend spielte der 15-fache kroatische Juniorennationalspieler Stipe Matić bei Hajduk Split. Bei demselben Verein sammelte er von 1998 bis 2001 auch seine ersten Erfahrungen als Profifussballer (wobei er 1999 noch für ein halbes Jahr an NK Mosor Žrnovnica ausgeliehen wurde). Danach folgte eine berufliche Odyssee. Praktisch im Jahrestakt wechselte er von Hajduk Split zum ungarischen Club Vasas SC, dann zum bosnisch-herzegowinischen NK Posušje und schliesslich zum ersten Mal nach Westeuropa, genauer gesagt in die Schweiz, zum FC Zürich. Bei den Zürchern kam er regelmässig zum Einsatz (22 Mal) und erzielte hier sogar seine ersten drei Tore. Dennoch wechselte er bereits auf die darauffolgende Saison erneut, und zwar nach Israel zu Hapoel Be’er Scheva. Nach einer kurzen Rückkehr zu Posušje, spielte er acht Partien für den polnischen Club Górnik Zabrze, bevor es ihn erneut in die Schweiz zog – zum FC Wil.
Beim FC Wil fand Matić eine gewisse Kontinuität – vier Jahre spielte der Innenverteidiger beim Challenge-League-Club, bevor er dem FC Thun auffiel und zur Saison 2010/11 hin zum Aufsteiger wechselte. Bei den Berner Oberländern unterschrieb der Kroate einen Vertrag bis zum 30. Juni 2012, wobei vereinsseitig noch die Option für eine Vertragsverlängerung um ein Jahr besteht. Matić gehörte seit seinem Wechsel zum FC Thun zur Stammelf. Nach 3 Jahren in Thun wechselte Matić zum FC Naters. Seine Karriere beendete der Verteidiger am 31. Januar 2018 beim Viertligisten FC Vevey Sports 05.